# یبرود
یبرود شهری در سوریه واقع در استان ریف دمشق است و حدوداً در ۸۰ کیلومتری شمال دمشق قرار دارد. این شهر به خاطر غارها و معبد باستانی اش شهرت دارد.